# F. X. Šalda-Theater

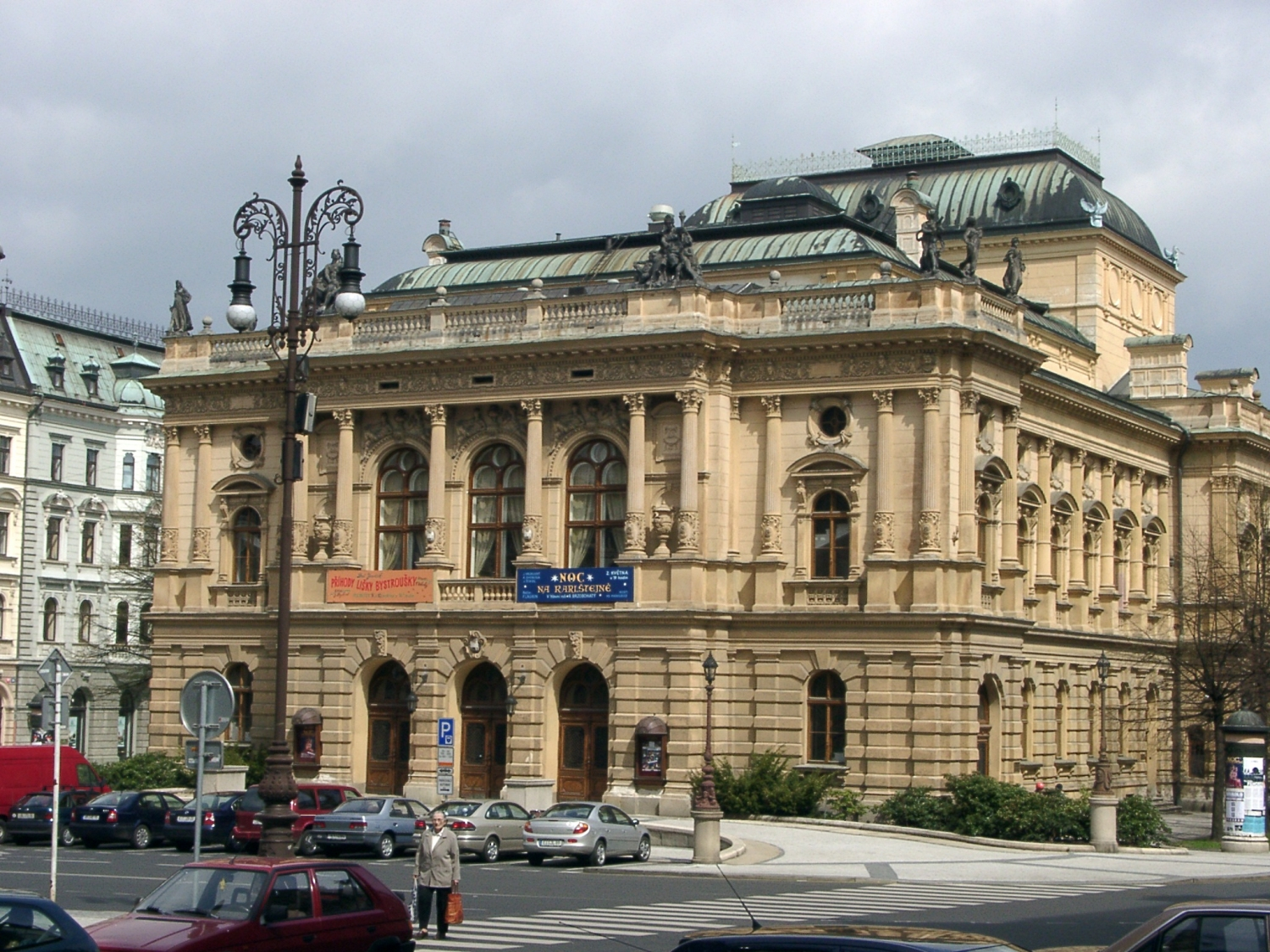
F. X. Šalda-Theater in Liberec

Das F. X. Šalda-Theater (tschechisch Divadlo Františka Xavera Šaldy bzw. Divadlo F. X. Šaldy) ist ein Theater in Reichenberg (Liberec) in Tschechien. Am Theater werden Schauspiele, Opern und Ballett aufgeführt. Der Theaterbetrieb besteht aus dem Haupthaus und dem Kleinen Theater.

## Geschichte
Das Theater, das bis 1945 nur über deutschsprachige Ensembles verfügte, war als Reichenberger Stadttheater bekannt. Es wurde 1885  erbaut, nachdem am 24. April 1879 davor das Tuchmachertheater abbrannte. Ermöglicht wurde der Theaterbau durch eine Sammlung bei den Reichenberger Bürgern. Geplant wurde das Theater vom Wiener Büro Fellner & Helmer, das schon Erfahrungen in den Jahren davor in zahlreichen Städten wie Wien, Preßburg, Timișoara oder Brünn sammelte. Der Grundstein wurde im September 1881 am Gründelplatz in der Nähe des damaligen Rathausplatzes gelegt.
Das Theater wurde im Neorenaissancestil von dem Reichenberger Baumeister Gustav Sachers errichtet. Beschäftigt waren zahlreiche Wiener Künstler wie die Bildhauer Bendel und Reinhold Völkel, Maler H. Löffler. Zahlreiche Statuen und Ornamente wurden aus Pirnaer Sandstein hergestellt. Die Dekorationen stammten von Wiener Hofmalern. Der große Vorhang ist eine Jugendarbeit von Gustav Klimt. Mitgearbeitet haben sein Schulkollege Franz Matsch und dessen Bruder. Im Gegensatz zu dem ebenfalls von Klimt stammenden Vorhang im Karlsbader Theater ist dieser in keinem guten Zustand. Er konnte auch bei den letzten Restaurierungen in den Jahren 1968/1969 nicht mehr wirklich gerettet werden.
Die Einrichtung des Theaters erfolgte durch den Theaterinspektor des Burgtheaters in Wien C. Barrot. Nach dem Ringtheaterbrand am 8. Dezember 1881 musste die vorerst geplante mögliche Besucherzahl von 1050 auf 850 reduziert werden. Auch auf den Eisernen Vorhang wurde großer Wert gelegt.
Bereits im September 1883 wurde das Theater mit Schillers Wilhelm Tell eröffnet. Sowohl in der Zeit vor dem Ersten Weltkrieg, als Reichenberg zum habsburgischen Böhmen gehörte, als auch in der Zwischenkriegszeit in der Tschechoslowakei stellte das Reichenberger Stadttheater oft den Start von zahlreichen Sängern und Schauspielern für ihre weitere Karriere dar. Bedeutende Namen aus diesen Jahren waren Mizzi Günther, Hans Holt, Hans Moser, Attila und Paul Hörbiger, Julius Patzak.
Ab 1923 wurden Opern auch in tschechischer Sprache aufgeführt. Während in der Zeit bis zum Zweiten Weltkrieg Gastaufführungen der Olmützer Theatergesellschaft mit Opern und Operetten auftraten, wurde die erste Aufführung bereits im Oktober 1945 von Bedřich Smetana unter der tschechischen  Leitung von Jaromír Žid aufgeführt.
Im Jahr 1957 wurde das Theater nach dem Schriftsteller František Xaver Šalda benannt.